# Leo Pollini
Leo Pollini (Valmadrera, 4 giugno 1891 – Milano, 6 giugno 1957) è stato uno scrittore, poeta, storico e attivista politico italiano.

## Biografia
Leo Pollini è stato un influente intellettuale della Lombardia del primo Novecento, legato prima ai movimenti interventisti e poi, fin dalla sua fondazione, al partito Fascista, come si può notare dal suo carteggio.
È nato nel 1891 in una famiglia benestante di Valmadrera, in provincia di Como. Dopo un'infanzia senza troppe preoccupazioni, si trasferì a Milano, frequentando il liceo classico Manzoni, per poi laurearsi in Lettere alla Regia Accademia scientifico-letteraria di Milano (l'attuale Università degli Studi di Milano), nel 1914. Partecipò alla prima guerra mondiale con grande fervore, combattendo sul Carso dal novembre del 1915 all'aprile del 1917, esperienza dal quale trasse il suo diario di guerra, Le Veglie al Carso (1928). Tornato dalla guerra, riprese le sue attività di insegnante e di scrittore (aveva già pubblicato, in precedenza, una raccolta di poesie, Le Vigilie, nel 1913). Dedito sia alla poesia che alla narrativa, pubblicò varie raccolte poetiche di ispirazione tradizionale per l'Eroica e due romanzi di stampo psicologico-filosofico: Il filosofo Hausch (1928) e Una notte meravigliosa (1929).
Nella sua carriera ebbe anche un particolare interesse verso la filologia classica, curando edizioni critiche e traduzioni di vari autori Latini quali Claudiano, Properzio, Lucano e Virgilio, per poi spostarsi su quella italiana con Foscolo, Leopardi ed antologie, in seguito alla riforma Gentile, per lo studio nelle scuole pubbliche.
Entrò in contatto nel 1921 con l'universo fascista e nel corso del Ventennio fu un'importante figura nell'ambiente culturale lombardo. Curò inoltre molti periodici legati alla sfera culturale fascista, tra cui La Parola e il Libro (1926-1932) e l'Alleanza nazionale del Libro (1934-1937).
Nel corso della sua vita si dedicò principalmente all'insegnamento, alla scrittura, e ad un assiduo studio su tutte le materie letterarie e storiche in quel momento trattate nel milanese, che ebbe i suoi frutti nelle numerose monografie storiche pubblicate, tra cui le importanti Storia d'Italia e Storia di Francia, ultimate a ridosso della sua scomparsa. Negli ultimi anni della sua vita si ritirò progressivamente nei suoi studi storico-letterari, dedicandosi anche alla poesia in dialetto, auto-pubblicando due raccolte di argomento cittadino, Donna Barbisa e altre poesie in dialetto Milanese (1953) e Storia veggia del mônd semper noeuv (1957).

## Opere

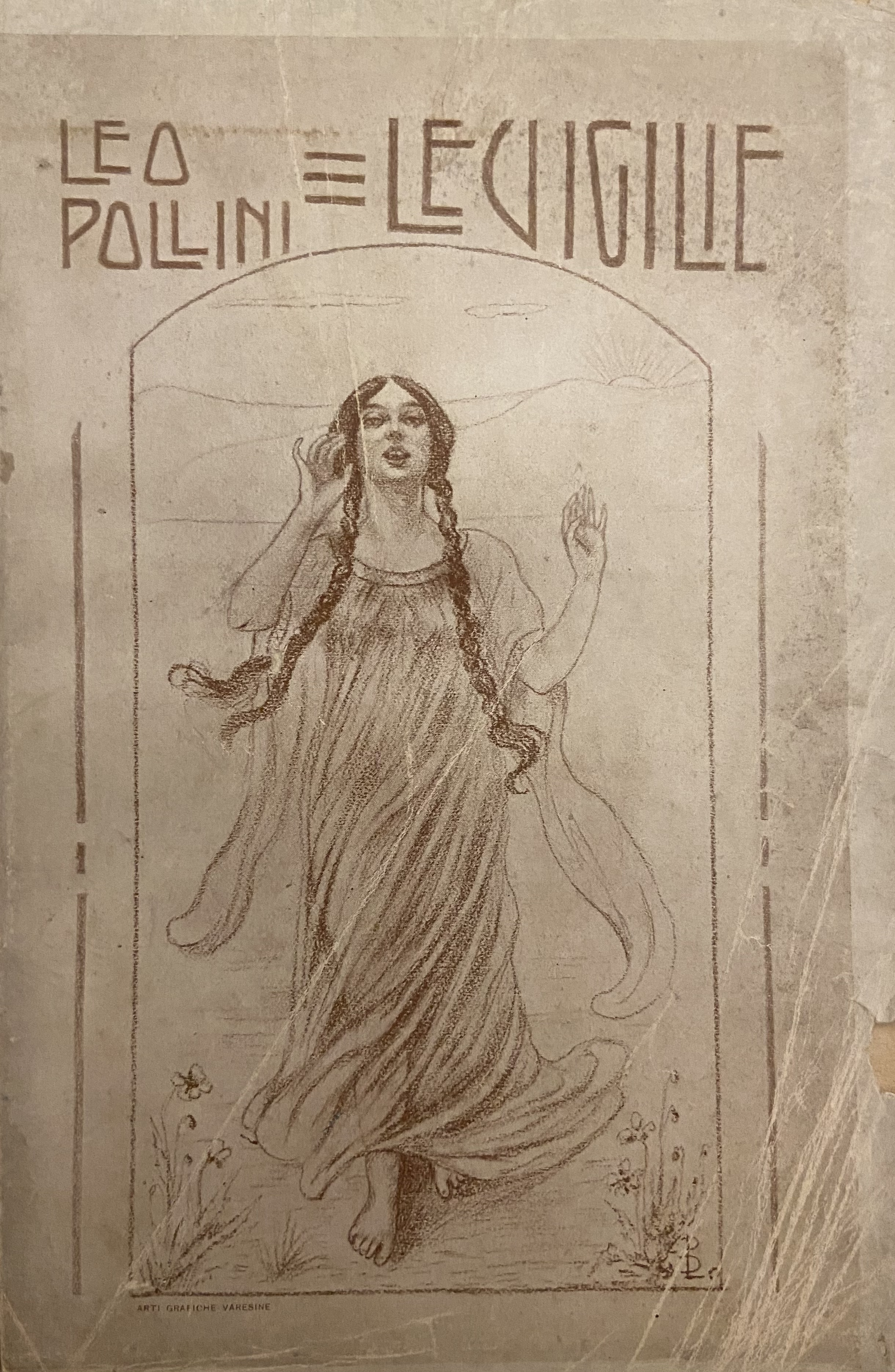
Copertina della prima edizione de “Le Vigilie”, 1913.

### Poesia
- Le Vigilie, Varese, Arti Grafiche Varesine, 1913
- La Rapsodia del San Michele, Milano, L’Eroica, 1923
- L'Eroe, Milano, L’Eroica, 1927
- Donna Barbisa e altre poesie in dialetto Milanese, Milano, 1953
- Storia veggia del mônd semper noeuv, Milano, 1957

### Narrativa
- Il filosofo Hausch, Bologna, Cappelli, 1928
- Le veglie al Carso, Milano, Amatrix, 1928
- Una notte meravigliosa, Milano, Morreale, 1929
- La Madonna delle nevi, Milano, Ceschina, 1933

### Storia e Monografie
- Francesco Ferrucci, Milano 1928
- Mazzini e la rivolta milanese del 6 febbraio 1853, Milano, 1930
- Mussolini Padre del Popolo Italiano, Milano, 1931
- La tragica spedizione di Sapri: 1845, Milano, Mondadori, 1935
- Amatore Sciesa, Milano, 1935
- Grandi donne italiane, Milano, 1938
- Due popoli: un destino, Roma, 1941
- La rivolta di Milano del 6 febbraio 1853, Milano, Ceschina, 1953
- Dizionario di Cultura Universale, Milano, Ceschina, 1954
- DST: Dizionario Sintetico da Tavolo, Milano, Ceschina, 1954
- Storia di Francia (2 vol.), Milano, Ceschina, 1957
- Storia d'Italia (2 vol.), Milano, Ceschina, 1958

### Traduzioni
- Giambi e poemi di Augusto Barbier, Lanciano, Carabba, 1914
- Claudio Claudiano, Carmina Selecta, versione di Leo Pollini, Collezione Romana, Villasanta, IEI, 1931